# Margarethe Jonass
Margarethe Jonass (auch Margarete Jonaß oder Jonas) (* 31. Juli 1890 in Wissek, Kreis Wirsitz, Posen; † nach 1945, Sterbedatum und -ort unbekannt) war eine deutsche Ärztin, die noch im Kaiserreich studiert und promoviert hat und 1933 in Hennigsdorf vom sogenannten Judenboykott betroffen war.

## Herkunft, Familie
Margarethe Jonass wurde als viertes von fünf Kindern des in Stargard in Pommern geborenen jüdischen Arztes und späteren Sanitätsrat Richard Jonass und seiner in Berlin geborenen evangelischen Ehefrau Bertha Ottilie Franziska, geb. Anton, geboren und am 29. September 1890 in der evangelischen Kirche in Wissek getauft. Margarethe wuchs in Graudenz auf. Die Eltern optierten 1920 für Deutschland und verließen Graudenz, nachdem das Gebiet, der sogenannte Polnische Korridor, im Juli 1920 an Polen abgetreten wurde. Der Vater bekam Anfang 1939 gemäß der nationalsozialistischen Namensänderungsverordnung den Namenszusatz Israel und starb 1943 in Berlin-Schöneberg.

## Schule, Studium, Erster Weltkrieg
Margarethe Jonass besuchte von 1897 bis 1907 die Graudenzer Viktoria-Schule, eine Höhere Mädchenschule. Wann und wo sie ihr Studium der Medizin begann, ist unbekannt. Während des Krieges unterbrach sie das Studium und war als Hilfsärztin in Kriegslazaretten im Raum „Pommern-Westpreußen“ tätig. Ende 1917 lebte sie in Hamburg. Die Approbation erfolgte am 1. Oktober 1918 (Ort unbekannt).

## Heirat und Scheidung
Margarethe Jonass heiratete am 5. Oktober 1917 in Hamburg den aus Mohrungen in Ostpreußen stammenden Vermesser Kurt Adolf Willy Jordan; die Ehe wurde Anfang 1924 rechtskräftig geschieden, Kinder sind nicht bekannt. Margarethe nahm nach der Scheidung wieder ihren Geburtsnamen Jonass an. Die notarielle Erklärung bezüglich der Scheidung wurde in Stolp in Pommern abgeben, möglicherweise war das 1924 ihr Wohnort.

## Niedergelassene Ärztin in Hennigsdorf und Berlin, Nationalsozialismus
Margarethe Jonass wurde durch den Arbeiter-Samariter-Bund und mit Unterstützung der AEG-Betriebskrankenkasse Ende 1928 nach Hennigsdorf geholt und eröffnete in der Feldstraße 38 eine Arztpraxis. Zu ihren Patienten gehörten hauptsächlich Kassenmitglieder oder Wohlfahrtsempfänger, also wahrscheinlich Arbeiter der Hennigsdorfer Großbetriebe (AEG-Fabriken) und Stahl- und Walzwerk, deren Familien sowie Geringsverdiener und Arbeitslose. Sie selbst war nach eigenen Angaben Mitglied der SPD, aber etwa 1932 aus der Partei ausgetreten.
Der kommissarische Gemeindevorsteher von Hennigsdorf, Rudolf Picard (NSDAP), Diplom-Ingenieur des Stahl- und Walzwerks und NSDAP-Mitglied seit Ende 1932, bezog Frau Dr. Jonass am 1. April 1933 in den sogenannten Judenboykott mit ein. Nach der nationalsozialistischen Rassentheorie galt Frau Jonass als Jüdischer Mischling (Mischling I. Grades). Weiterer Vorwurf war, sie sympathisiere stark mit marxistischen Parteien und hätte eine staatsfeindliche Gesinnung. Ihre Praxis wurde geschlossen, die Kosten für Hilfsbedürftige nicht mehr übernommen. Frau Jonass protestierte gegen die Maßnahmen und erhob Einspruch, schrieb mit Datum vom 13. April 1933 sogar an den preußischen Innenminister Hermann Göring. Mit Wirkung vom 1. Juli 1933 wurde sie aus dem Ärzteverein des Kreises Osthavelland ausgeschlossen. Am 18. Juli 1933 wurde ihre Wohnung durchsucht, wobei man ihr SPD-Parteibuch fand, außerdem feststellte, dass sich ihre Wohnung in einem unordentlichen und unsauberen Zustand befand.
Angesichts der Bedrohung ihrer beruflichen Existenz verließ Frau Dr. Jonass Hennigsdorf. Ab 1935 ist sie Kassenärztin in Berlin, an drei verschiedenen Standorten (1935 bis 1937: Schwäbische Straße 30, 1937: Frankfurter Allee, 1937 bis 1939: Lange Straße 99–100). Noch 1944/45 wird sie als Ausgleichsärztin genannt.

## Nach 1945, Lebensende
1945 verliert sich ihre Spur. In Berliner Telefon- und Adressbüchern taucht sie nicht mehr auf. Sterbedatum und -ort sind nicht bekannt.